# Husøy, Troms
Husøy är en tätort i Senja kommun i Troms fylke i norra Norge. Orten ligger vid änden av fylkesväg 7886, på en mindre ö med samma namn i Øyfjorden.
Tidigare har orten tillhört dåvarande Hillesøy kommun respektive Lenviks kommun.